# Trim and Fitness International Sport for All Association
Trim and Fitness International Sport for All Association (TAFISA) est une association internationale de sport pour tous. Le but est la promotion du sport comme activité physique accessible à tout le monde. L'association fait la coordination d'événements au niveau international. 
L'organisme a été créé en 1991 en Allemagne. Depuis 2005 son siège est à Francfort-sur-le-Main. TAFISA compte plus de 200 membres dans 130 pays.